# Provincia de Brandeburgo
La provincia de Brandeburgo (del alemán: Provinz Brandenburg) fue una provincia del reino de Prusia (1815-1918) y luego del Estado Libre de Prusia (1918-1946).

## Historia
Los primeros pobladores conocidos de Brandeburgo fueron los suevos. Fueron sucedidos por los eslavones, quien Enrique II conquistó y convirtió al cristianismo a inicios del siglo X. El gobierno fue primeramente conferido a un conde sajón, que no se convirtió en hereditario hasta el tiempo de Alberto, cuyo hijo sucedió con la dignidad de Elector en 1180. Cuando esta línea se extinguió, Carlos IV asignó el electorado a su hijo Segismundo. El Elector de Brandeburgo sostuvo el séptimo rango dentro de los electores del imperio y tenía cinco votos en el Consejo de Príncipes.
Sigismundo vendió la región a Federico, Burgrave de Núremberg, el primer miembro de la Casa de Hohenzollern en gobernar el Margraviato de Brandeburgo. Después de que los Margraves heredaran el Ducado de Prusia en 1618, el Margraviato se convirtió en el núcleo del estado de Brandeburgo-Prusia. Federico Guillermo el Grande realizó varias accesiones al territorio, el Tratado de Königsberg de 1656 marcando un significado hito en su evolución. Finalmente se convertiría en el reino de Prusia (1701).
En 1815, la administración fue dividida en varias provincias. La mayor parte del territorio del Margraviato fue incorporado en la nueva provincia de Brandeburgo, en particular la Mittelmark entre los ríos Elba y Oder y el Neumark al este del Oder. Sin embargo, la Altmark en la orilla oeste del Elba se incorporó a la provincia de Sajonia. La provincia de Brandeburgo también abarcaba el territorio, antes separado, de la Baja Lusacia. La provincia fue dividida en dos gobernaciones cuyos nombres correspondían a sus respectivas capitales, Potsdam y Fráncfort del Oder. El gobierno provincial en un principio estaba situado en Potsdam. En 1827, el gobierno provincial fue trasladado a Berlín, y retornado a Potsdam en 1843 y en 1918 finalmente fue asentado en Charlottenburg.
La ciudad de Berlín, originalmente, formaba parte de la provincia, pero el 1 de abril de 1881 fue convertido en ciudad distrito (Stadtkreis Berlin) separado de Brandeburgo. En 1920, la Ley del Gran Berlín expandió los límites territoriales de Berlín, incorporando numerosos distritos y poblaciones de los alrededores, que pertenecían a Brandeburgo, para formar el Gran Berlín (en alemán: Groß-Berlin), incluido Charlottenburg, la sede del gobierno provincial. 
En 1946, después de la II Guerra Mundial, la sección este la línea Oder-Neisse de Brandeburgo, fue cedida a Polonia para formar el voivodato de Zielona Góra (convertido en el voivodato de Lubusz en 1998). El resto del territorio se convirtió en parte de la Zona de Ocupación Soviética y fue transformada en el estado de Brandeburgo, convirtiéndose Potsdam en la capital del estado. En 1949, el estado de Brandeburgo se convirtió en parte de la Alemania Oriental, y junto con los otros estados de la Alemania del Este, en 1952 fue disuelto y dividido en distritos administrativos. El territorio de Brandeburgo correspondía, grosso modo, con los distritos de Potsdam, Fráncfort del Óder y Cottbus. En 1990, tras la reunificación alemana, Brandeburgo fue restablecido como estado de la República Federal de Alemania.

## Administración

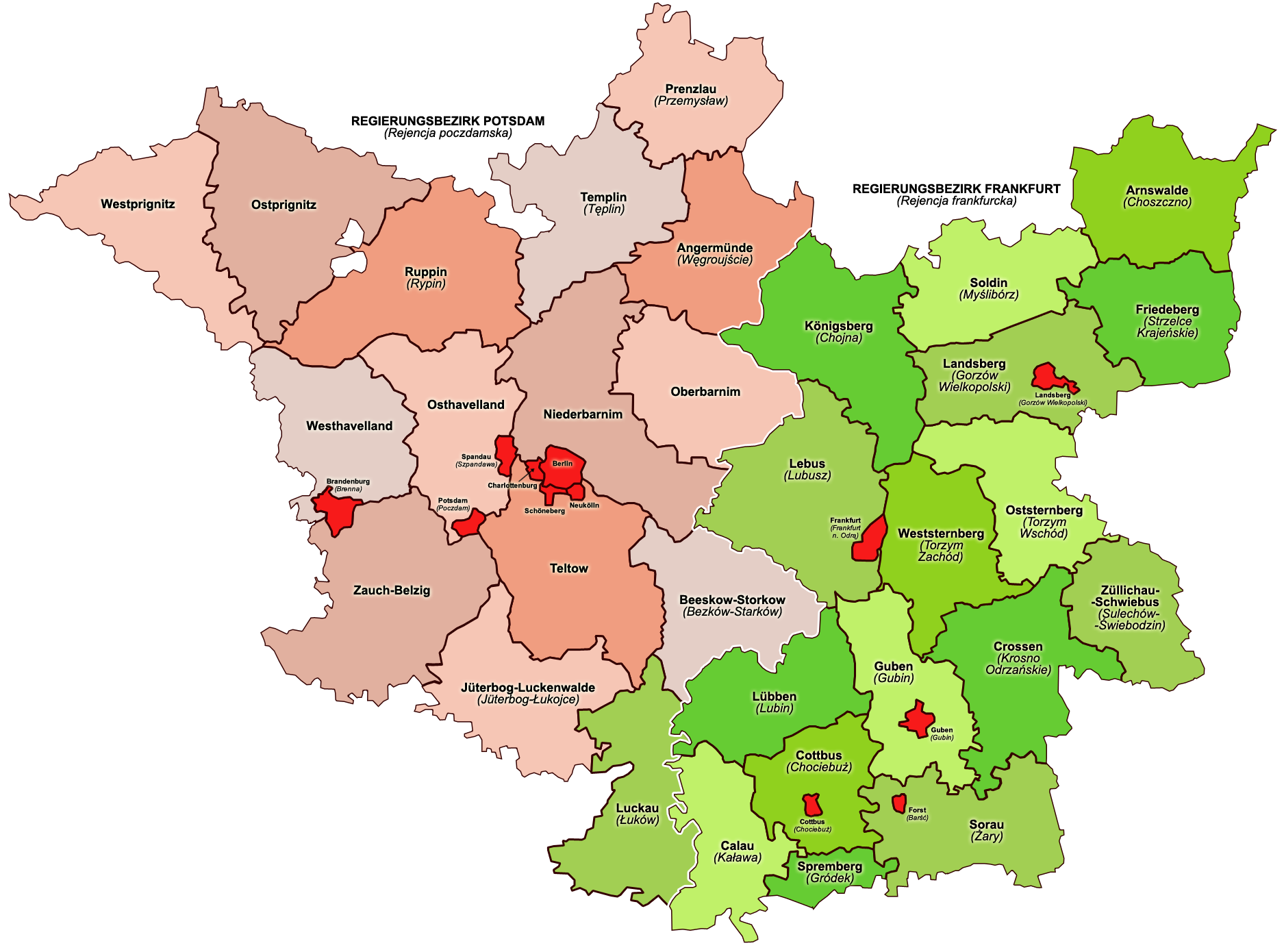
Mapa administrativo de 1905.

La provincia de Brandeburgo fue dividida en dos Regierungsbezirke, Fráncfort y Potsdam.

### Regierungsbezirk Fráncfort
Distritos urbanos (Stadtkreise)
1. Cottbus (desde 1886)
2. Forst (Lausitz) (desde 1897)
3. Fráncfort del Óder (desde 1826)
4. Guben (desde 1884)
5. Landsberg (Warthe) (desde 1892)

Distritos rurales (Landkreise)
1. Calau
2. Cottbus
3. Crossen (Oder)
4. Guben
5. Königsberg Nm.
6. Landsberg (Warthe)
7. Lebus
8. Luckau
9. Lübben (Spreewald)
10. Meseritz
11. Oststernberg
12. Schwerin (Warthe)
13. Soldin
14. Sorau (Lausitz)
15. Spremberg (Lausitz)
16. Weststernberg
17. Züllichau-Schwiebus

### Regierungsbezirk Potsdam
Distritos urbanos (Stadtkreise)
1. Lichtenberg (1908-1920; desde 1912: conocido como Berlin-Lichtenberg; después de 1920: parte de Groß-Berlin)
2. Schöneberg (1899-1920; desde 1912: conocido como Berlin-Schöneberg; después de 1920: parte de Groß-Berlin)
3. Wilmersdorf (1907-1920; desde 1912: conocido como Berlin-Wilmersdorf; después de 1920: parte de Groß-Berlin)
4. Brandenburg (Havel) (desde 1881)
5. Charlottenburg (1877-1920; después parte de Groß-Berlin)
6. Eberswalde (desde 1911)
7. Neukölln (1899-1920; después parte de Groß-Berlin)
8. Potsdam (desde 1809)
9. Rathenow (desde 1925)
10. Spandau (1886-1920; después parte de Groß-Berlin)
11. Wittenberge (desde 1922)

Distritos rurales (Landkreise)
1. Angermünde
2. Beeskow-Storkow
3. Jüterbog-Luckenwalde
4. Niederbarnim (mayormente incorporado al Groß-Berlin en 1920)
5. Oberbarnim
6. Osthavelland (mayormente incorporado al Groß-Berlin en 1920)
7. Ostprignitz
8. Prenzlau
9. Ruppin
10. Teltow (mayormente incorporado al Groß-Berlin en 1920)
11. Templin
12. Westhavelland
13. Westprignitz
14. Zauch-Belzig